# Lèmur mostela dels Hubbard
El lèmur mostela dels Hubbard (Lepilemur hubbardorum) és un lèmur mostela endèmic de Madagascar. Fa un total de 51-59 centímetres de llargada, 23-25 dels quals pertanyen a la cua. Viu en boscos de transició secs situats al sud-oest de Madagascar.
Originalment se l'anomenà L. hubbardi, però més endavant es descobrí que aquest nom era incorrecte i fou reanomenat L. hubbardorum el 2009.